# Frank Thring
Frank William Thring (Melbourne, 11 maggio 1926 – 29 dicembre 1994) è stato un attore australiano.

## Biografia
Figlio del regista F.W. Thring e di Olive Kreitmeyer, suo padre morì di cancro quando aveva 10 anni.
Debuttò sul grande schermo nel 1958 nel film I vichinghi, ma è conosciuto principalmente per le interpretazioni di Ponzio Pilato nel film Ben-Hur (1959), vincitore di undici premi Oscar, e per il ruolo di Erode Antipa nel film storico-religioso Il re dei re (1961).
Fu sposato per un breve periodo con l'attrice Joan Cunliffe, dalla quale  poi divorziò.
Morì nel 1994, all'età di 68 anni, per un cancro all’esofago.

## Filmografia parziale
- I vichinghi (The Vikings), regia di Richard Fleischer (1958)
- A Question of Adultery, regia di Don Chaffey (1958)
- The Flaming Sword, regia di Dave Lee (1958)
- Ben-Hur, regia di William Wyler (1959)
- Il re dei re (King of Kings), regia di Nicholas Ray (1961)
- El Cid, regia di Anthony Mann e Giovanni Paolucci (1961)
- Age of Consent, regia di Michael Powell (1969)
- I fratelli Kelly (Ned Kelly), regia di Tony Richardson (1970)
- Il dragone vola alto (The Man from Hong Kong), regia di Brian Trenchard-Smith (1975)
- Braccato a vita (Mad Dog Morgan), regia di Philippe Mora (1976)
- Mad Max - Oltre la sfera del tuono (Mad Max Beyond Thunderdome), regia di George Miller e George Ogilvie (1985)

## Doppiatori italiani
- Giorgio Capecchi in Ben-Hur, Il re dei re
- Emilio Cigoli in I vichinghi
- Sergio Graziani in El Cid
- Alessandro Rossi in Mad Max - Oltre la sfera del tuono